# Slap Epupa
Slapovi Epupa (znani tudi kot slapovi Monte Negro v Angoli) so slapovi na reki  Kunene na meji med Angolo in Namibijo na območju Kaokoland v regiji Kunene. Reka je široka 0,5 km in pada v slapovih na razdalji več kot 1,5 km, pri čemer je največji enotni padec okoli 37 metrov . Epupa v hererskem jeziku pomeni pena, ki nastaja ob padanju vode.

## Ekologija
Zaradi posebne narave tega strmega obvodnega habitata so slapovi Epupa kraj več endemičnih vrst rib  in drugih vodnih vrst.
Kljub temu da je težko priti do njih (s štirikolesniki iz Opuwa), so slapovi ena glavnih privlačnosti v Namibiji, saj je okolje neokrnjeno z raznimi drevesi, kot so fige, baobab, palme makalani (Hyphaene petersiana) in barvne kamnite stene, ki uokvirjajo slapove.
135 km gorvodno, v severni Namibiji, so še slapovi Ruacana.
Slapovi Epupa so ogroženi zaradi morebitne gradnje velikega jezu, ki ga skupaj načrtujeta vladi Namibije in Angole, vendar po končani študiji izvedljivosti (november 2015) razpravljajo o drugem projektu na Baynesbergnu. 

## Ljudje
Slapovi Epupa so znani po nomadskih prebivalcih ljudstva Ovahimbi. So pa tu tudi druga plemena, kot so Ovatjimbi, Ovazembi in Ovatvi. Ker turistični obisk slapov Epupa stalno narašča, to še dodatno spodbuja plemena, kot so Hereri in Ošivambi, da se selijo na to območje.

## Dejavnosti
Mogoči so vodeni ogledi slapov in vasi Himbov, opazovanje ptic, izleti z opazovanjem krokodila, raznovrstnost rastlinja, posebej dreves, kot sta baobab in mopana (Colophospermum mopane), ki prevladujeta na tem območju. Turistom je na voljo tudi rafting.